# Антике (провинция)
Антике (таг. Antikue) — провинция Филиппин в регионе Западные Висайя. Административный центр — Сан-Хосе, он находится на западной части острова Панай, на границе с Акланом, Каписом и Илоило на востоке. Море Сулу на западе омывает берега провинции.

## Этимология топонима
Название Антике сходно с европейским термином «античный», однако другая версия гласит, что топоним возник от местного слова хантик (или лантик-лантик) — местного названия больших красных муравьёв, которые здесь водились в изобилии. Испанцы переосмыслили это название и какое-то время воспринимали, как «античный». Название также звучит иногда, как Антикен.

## География
Остров Панай делился на три района (sakup’а): Хантик, Аклан и Ило-ило (Irong-Iron). Провинция Аклан стала современными Акланом и Каписом, Irong-Irong — Илоило, и Хантик превратился в Антике.
Антике в основном изолирована от остальной части острова Панай горами. Границы провинции с её тремя соседями лежат на водоразделе горной цепи. На западе территория провинции выходит к морю Сулу. Острова Семирара, расположенные между Панаем и Миндоро являются частью Aнтике.
Поверхность в основном гориста, пронизана множеством коротких потоков, которые спускаются с восточных склонов гор. Существуют две различных климатических зоны. В северной — равномерное распределение осадков в течение года. Юг — более сухой, его защищают от муссонов горы.

## Исторический очерк
Историки считают, что первыми людьми, поселившимися на о. Панай, были негритосы. Легенда гласит, что малайцы появились здесь в XIII веке. В 1212 г. десять малайских вождей бежали со своими семьями и подданными с севера Борнео (Калимантан) от притеснений правителей Шри-Виджайи. Индо-малайская империя Шри-Виджайя существовала в то время на Суматре и Борнео. Старшим среди переселенцев был Дату Пути. Их встретил вождь негритосов Марикудо и его жена Манивантиван. У них вождь малайцев купил остров, отдав золотой шлем — садук, золотое ожерелье и ряд других подарков. Впоследствии малайцы расселились в низинах, а негритосы отошли в горы.
Наиболее мудрым и опытным среди десяти местных вождей (дату) в старину считался Сумаквел, ему и было отдано предпочтение, — он стал первым правителем провинции. Он основал город Маландонг.
В 1942 году войска Японской императорской армии высадились в Антике и заняли провинцию.
В 1944 по 1945 год войска филиппинского Содружества совместно с американскими войсками и партизанами и филиппинскими полицейскими и военными подразделениями разгромили японские войска и освободили провинцию.

## Население
Общая численность население — 546 031 чел. (2010). Плотность населения — 216,51 чел./км².
Разговорные языки — кинарай, калуянон, хилигайнон, инати, тагальском, английский.
Антикеньос очень гостеприимные люди, они очень похожи по характеру на других жителей острова Панай, и кроме всего тем, что привязаны к морю. В то же время их отделяют от соседей горы, и у них сформировался свой собственный язык — кинарай (см. Австронезийские языки). Будучи жителями прибрежной провинции, и будучи уязвимыми для атак рейдеров Моро, антикеньос охраняли свои владения, строили сторожевые башни на берегах, такие как 'Старая Сторожевая башня' в Либертад и Эстака Хилл в Бугасконге, все из которых были построены под руководством испанских монахов. Даже сегодня Католическая Церковь сохраняет своё влияние как в обществе, так и политике края.

### Религия
Католическая церковь имеет очень сильное влияние в этой провинции. В горах у местного населения сохраняются остатки древних народных верований. Практикуется магия, колдовство, больных лечат народные знахари.

## Административное деление

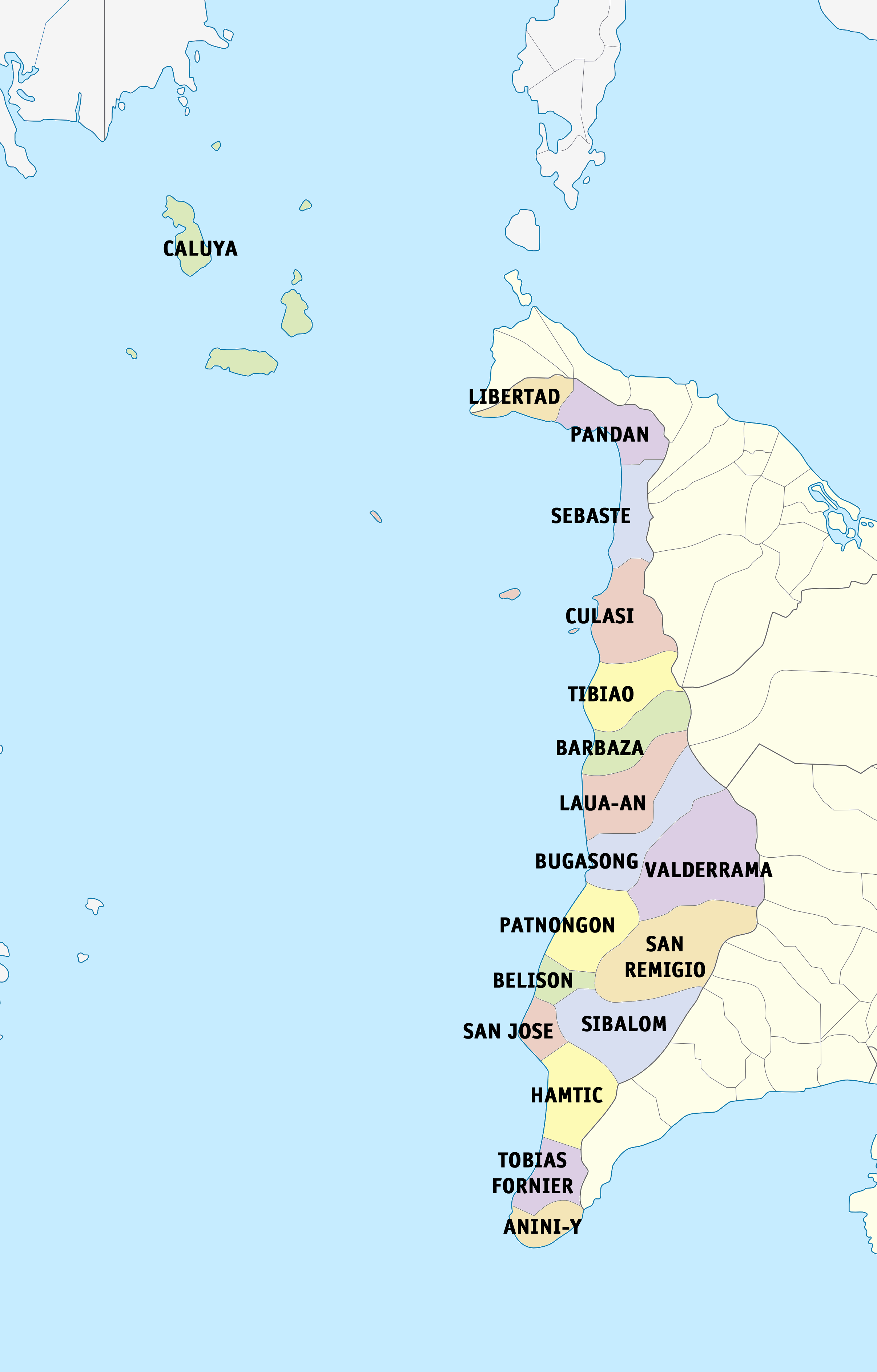
Административная карта провинций Антике

В административном отношении провинция подразделяется на 18 муниципалитетов:
| - Анини-Й (Anini-y) - Барбаса (Barbaza) - Белисон (Belison) - Бугасонг (Bugasong) - Калуйя (Caluya) - Куласи (Culasi) - Хамтик (Hamtic) - Лауа-Ан (Laua-an) - Либертад (Libertad) | - Пандан (Pandan) - Патнонгон (Patnongon) - Сан-Хосе (San Jose) - Сан-Ремигио (San Remigio) - Себасте (Sebaste) - Сибалом (Sibalom) - Тибиао (Tibiao) - Тобиас Форниер (Tobias Fornier) - Валдеррама (Valderrama) |

## Экономика
Край славился и славится производством тканей, производством вина из сока кокосовой пальмы.
В экономике ведущую роль играет сельское хозяйство. Основная культура — рис (за 1998 год зафиксирован урожай 177 521 тонна).
Копра — второй крупный сельскохозяйственный товар (15 712 тонн в 1998 г.). Основная масса копры производит муниципалитет Калуйя, где объём производства копры составляет 44 процентов от общего объёма производства копры провинции. Площадь, занятая под кокосами составляет около 34 процентов общей площади области.
Данные о производстве других полевых культур за текущий год[какой?]: кукуруза — 650 тонн, бобовые (лунный свет, арахис и другие бобовые) — 1689 тонн, неочищенный тростниковый сахар — 2280 тонн, корнеплоды (камоте, маниока, ВБО и т. д.) — 3434 тонн, овощей (листовые, фрукты и корень) — 870 тонн, бананы — 11 102 тонн и манго — 1330 тонн.
В провинции развито животноводство (разведение домашнего скота и птицы) и рыболовство.
Лесные продукты включают бамбук, ротанг, бури, древесный уголь, абаку, травяные лозы и растений, полевые цветы и другие. Эти лесные ресурсы неопределенного количества, и используются в качестве сырья в строительной отрасли, мебели и ремесла.
Основные виды продукции, поставляемые за пределы провинции — рис, копра, неочищенный тростниковый сахар, бобовые, фрукты и овощи, скот, рыба и морские водоросли. Развито производство предметов быта и сувениров, таких подарки, игрушки. В провинции добывают и экспортируют уголь, мрамор, кремний, медь и драгоценные камни. Ввозят в провинцию строительные материалы, галантерея, бакалея, консервы и бутилированную продукцию, удобрения и другие. Административный центр провинции, город Сан-Хосе-де-Буэнависта, является также центром по производству грибов в этом районе. Потенциальные области роста включают города Куласи, Сибалом и Пандан.

### Банки и другие финансовые учреждения
В 1998 году Античный имеет в общей сложности одиннадцать сельских банков, пять частных коммерческих банков и три банка правительства: Банк развития Филиппин и Земельный банк Филиппин имеют филиалы в Сан-Хосе-де-Буэнависта и Пандане.
В Антике представлены минеральные ресурсы: уголь, мрамор, медь, золото, известняк, кремнезём, драгоценных камней и других. Их разработка имеет и дальнейшие перспективы. Недавно обнаружено месторождение нефти на острове Маникин Куласи.

## Туризм
Для туристов могут привлекательны местные горные ландшафты и морское побережье, мелкие островки возле него, такие как Хурао-Хурао, Марарисон, Батбатан, пляжи, гора Мадия, самая высокая на Панае (потухший вулкан), 14 водопадов.